# Чемпионат Европы по конькобежному спорту 1897
Чемпионат Европы по конькобежному спорту 1897 года — пятый чемпионат Европы, который прошёл 12 по 13 января 1897 года в Амстердаме (Нидерланды). Чемпионат проводился на четырёх дистанциях: 500 метров — 1500 метров — 5000 метров — 10000 метров. В соревнованиях принимали участие только мужчины — 9 конькобежцев из 3-х стран. Абсолютным победителем чемпионата Европы стал Юлиус Сейлер из Германии. Он впервые в истории стал двукратным чемпионом Европы по конькобежному спорту. Густаф Эстландер представлял на чемпионате Финляндию, которая являлась частью Российской империи. Это было первое представительство России на чемпионатах Европы по конькобежному спорту.

## Результаты чемпионата
| место | спортсмен        | страна                        | 500 м      | 1500 м     | 5000 м      | 10000 м     |
| ----- | ---------------- | ----------------------------- | ---------- | ---------- | ----------- | ----------- |
| 1     | Юлиус Сейлер     | Германия                      | 48,8 (1)   | 2.39,8 (1) | 9.39,8 (1)  | 19.43,6 (1) |
| (2)   | Густаф Эстландер | Великое княжество Финляндское | 51,4 (2)   | 2.45,8 (2) | 10.12,8 (2) | 20.15,2 (2) |
| (3)   | Ян Баннинг       | Нидерланды                    | 55,2 (4)   | 2.53,4 (3) | 10.34,0 (3) | 21.34,0 (3) |
| (4)   | Нико Веркайк     | Нидерланды                    | 55,0 (3)   | 2.57,0 (4) | 10.40,4 (4) | 22.09,8 (5) |
| (5)   | Ян Греве         | Нидерланды                    | 56,4 (6)   | 3.04,0 (5) | 10.45,2 (5) | 21.45,8 (4) |
| Б/М   | Г. Детман        | Нидерланды                    | 55,6 (5)   | 3.06,2 (6) | 11.19,0 (7) | Н/Ф         |
| Б/М   | Андре Баллинтейн | Нидерланды                    | Н/Ф        | 3.09,8 (7) | 11.23,8 (8) | 22.46,2 (6) |
| Б/М   | Б. тен Хаген     | Нидерланды                    | 57,0 (7)   | Н/С        | 10.53,6 (6) | -           |
| Б/М   | М. Бауман        | Нидерланды                    | 1.03,4 (8) | Н/С        | 12.17,4 (9) | -           |

## Ссылка
Сайт schaatsstatistieken.nl, нид.